# IC 1623
IC 1623 (również Arp 236) – galaktyka powstała w wyniku zderzenia dwóch galaktyk spiralnych. IC 1623 znajduje się w ostatniej fazie tego połączenia. Jest położona w konstelacji Wieloryba w odległości 300 milionów lat świetlnych od Ziemi. Odkrył ją Lewis A. Swift 19 listopada 1897 roku.